# Eloro rosso
L'Eloro rosso è un vino DOC la cui produzione è consentita nella provincia di Siracusa e nella provincia di Ragusa.

## Vitigni con cui è consentito produrlo
- Nero d'Avola, Pignatello e Frappato da soli o congiuntamente minimo 90%;
- Possono concorrere alla produzione di detti vini, le uve di altri vitigni a bacca rossa, autorizzati e/o raccomandati per le province di Siracusa e di Ragusa, da soli o congiuntamente sino ad un massimo del 10%.[1]

Calabrese è sinonimo di Nero d'Avola.
Pignatello è sinonimo di Perricone.

## Caratteristiche organolettiche
- colore: rosa grigio (occhio di pernice) più o meno intenso, con riflessi granata;
- profumo: delicato, fruttato;
- sapore: asciutto, vellutato, fruttato, leggermente acidulo;

## Produzione
Provincia, stagione, volume in ettolitri
- Siracusa  (1994/95)  380,52
- Siracusa  (1995/96)  47,46
- Siracusa  (1996/97)  981,12